# Championnat du monde des rallyes-raids 2011
Navigation
2010 2012
Le championnat du monde des rallyes-raids 2011 est l'édition 2011 du championnat du monde des rallyes-raids. Il comporte 4 manches au calendrier.

## Calendrier et règlement

### Manches du championnat[1]
- Le Abu Dhabi Desert Challenge aux Émirats arabes unis.
- Le rallye-Raid de Tunisie.
- Le Sardegna Rally Race (en) en Italie.
- Le rallye des Pharaons en Égypte.

## Résultats
| Manche | Rallye                                                         | Podium | Podium                  | Podium                  | Podium                |
| Manche | Rallye                                                         | Pos.   | Pilote                  | Pilote F                | Pilote Quad           |
| ------ | -------------------------------------------------------------- | ------ | ----------------------- | ----------------------- | --------------------- |
| 1re    | Abu Dhabi Desert Challenge 2 - 7 avril résultats détaillés     | 1er    | Marc Coma               | Camélia Liparoti        | Nicholas Black        |
| 1re    | Abu Dhabi Desert Challenge 2 - 7 avril résultats détaillés     | 2e     | Hélder Rodrigues        | Brittany Erasmus        | Camélia Liparoti      |
| 1re    | Abu Dhabi Desert Challenge 2 - 7 avril résultats détaillés     | 3e     | Jakub Przygoński        |                         | Dmitry Pavlov         |
|        |                                                                |        |                         |                         |                       |
| 2e     | Rallye de Tunisie 30 avril - 7 mai résultats détaillés         | 1er    | Hélder Rodrigues        |                         | Dmitry Pavlov         |
| 2e     | Rallye de Tunisie 30 avril - 7 mai résultats détaillés         | 2e     | Jakub Przygoński        |                         | Norberto Cangani      |
| 2e     | Rallye de Tunisie 30 avril - 7 mai résultats détaillés         | 3e     | Jacek Czachor           |                         | Karim Dilou           |
|        |                                                                |        |                         |                         |                       |
| 3e     | Sardegna Rally Race (en) 27 mai - 1er juin résultats détaillés | 1er    | Marc Coma               | Andrea Mayer            | Laurent Duverney-Pret |
| 3e     | Sardegna Rally Race (en) 27 mai - 1er juin résultats détaillés | 2e     | Hélder Rodrigues        | Paola Riverditi         | Dmitry Pavlov         |
| 3e     | Sardegna Rally Race (en) 27 mai - 1er juin résultats détaillés | 3e     | Stéphane Peterhansel    | Serena Ghione           | Mauro Almeida         |
|        |                                                                |        |                         |                         |                       |
| 4e     | Rallye des Pharaons 1 - 10 octobre résultats détaillés         | 1er    | Marc Coma               | Camélia Liparoti        | Lilian Lancelevée     |
| 4e     | Rallye des Pharaons 1 - 10 octobre résultats détaillés         | 2e     | Hélder Rodrigues        | Serena Ghione           | Mauro Almeida         |
| 4e     | Rallye des Pharaons 1 - 10 octobre résultats détaillés         | 3e     | Jakub Przygoński        |                         | Camélia Liparoti      |
|        |                                                                |        |                         |                         |                       |
|        | Classement mondial                                             | 1er    | Hélder Rodrigues Yamaha | Camélia Liparoti Yamaha | Dmitry Pavlov Honda   |
|        |                                                                |        |                         |                         |                       |